# Афанасий Афонский
Афанасий Афонский (греч. Αθανάσιος ο Αθωνίτης; ок. 925 или 930, Трапезунд — 5 июля ок. 1000) — византийский монах, основал первый и главный монастырь на Святой горе Афон — Великую Лавру. Афанасий известен как основатель общежитийного обустройства жизни монахов в монастырях Афона.

## Биография
Родился в Трапезунде, Каппадокия (современный Трабзон). Имя при крещении Авраамий. Рано осиротев, воспитывался у благочестивой монахини, а после её смерти был взят в Константинополь, ко двору тогдашнего византийского императора Романа II, и определён учеником к знаменитому ритору Афанасию. Вскоре Аврамий стал известен как искренний проповедник и наставник юношества. Он имел огромное влияние на будущего императора Никифора II Фоку. Затем Авраамий удалился на Киминскую обитель в Вифинии и стал учеником преподобного Михаила Малеина, от которого позднее принял монашеский постриг с именем Афанасий. В 958 году он отправился на Афон.

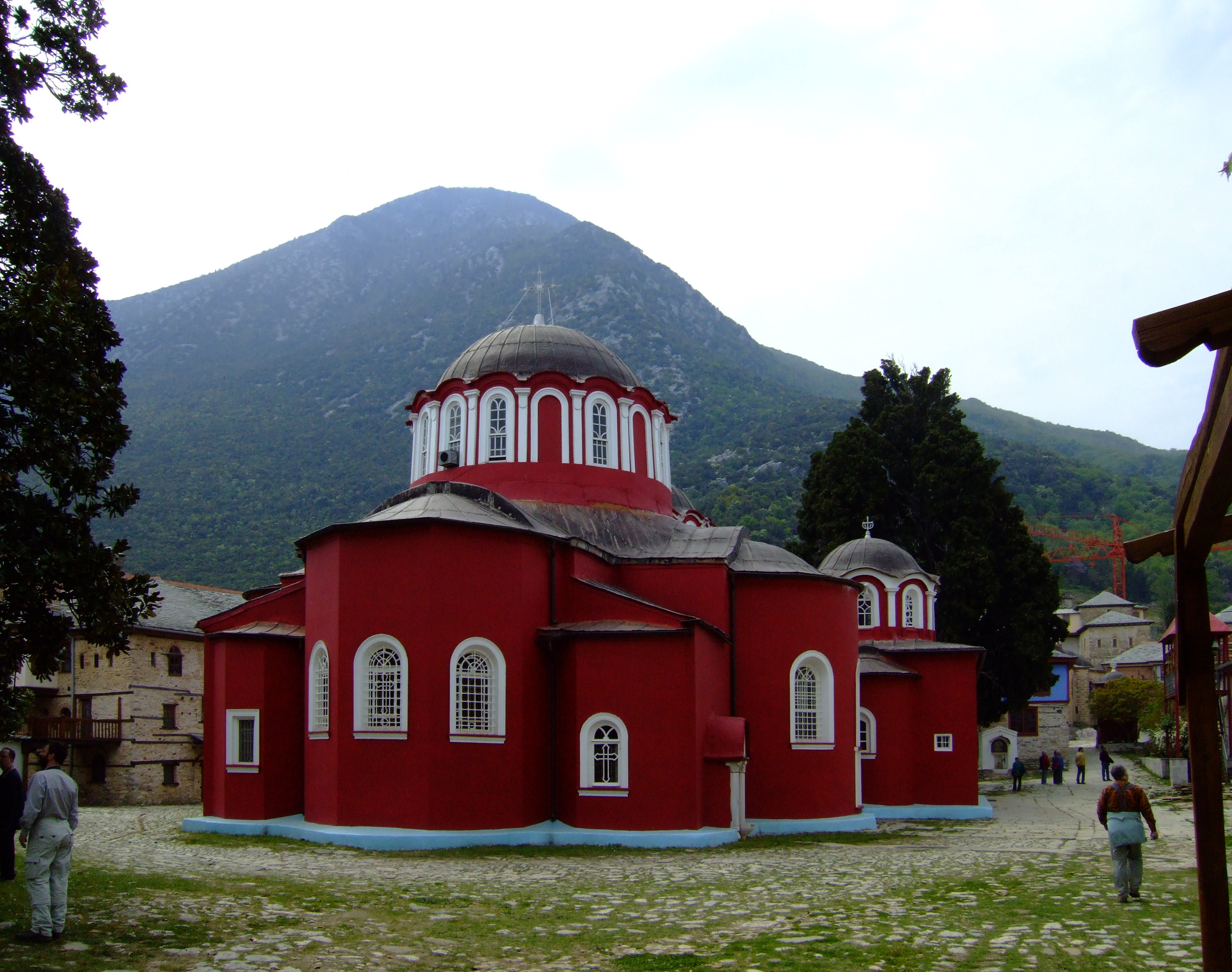
Кафоликон Великой лавры

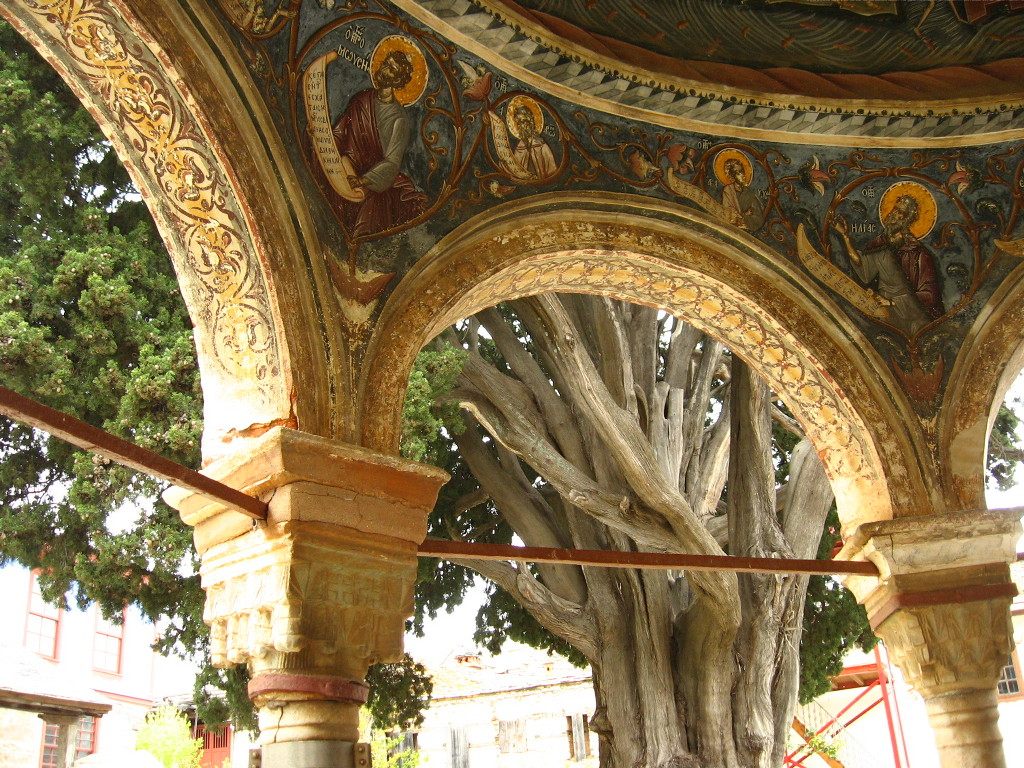
Кипарис святого Афанасия Афонского — вид с входа в главный храм монастыря Великой Лавры. Считается, что ему более 1000 лет.

Афанасий помогал отстаивать отшельников и их скиты от набегов пиратов-сарацинов, а также начал объединять скиты в то, что в конечном итоге стало известно как Великая Лавра, монастырь, который Афанасий построил на деньги императора Никифора. Монастырь был освящён в 963 году. Вскоре после этого было построено ещё три здания, причём все они стоят до настоящего времени. При строительстве монастырей на горе Афон Афанасий встретился со значительным противодействием со стороны отшельников. Они возмущались вторжению и его попыткам навести порядок и дисциплину в их жизни.
Некоторое время враги Афанасия преобладали, и он вынужден был покинуть Афон; на Кипре он жил до 971 года. После божественного видения Афанасий сразу вернулся на Афон как игумен и создал устав для монахов монастыря на основе монашеских уставов Феодора Студита и Василия Кесарийского.
Афанасий всю свою жизнь занимался строительством и обустройством монастыря. Он погиб при обрушении купола строящейся церкви. После смерти Афанасий был прославлен как святой, память совершается 5 июля (по юлианскому календарю).